# Tarn Wadling

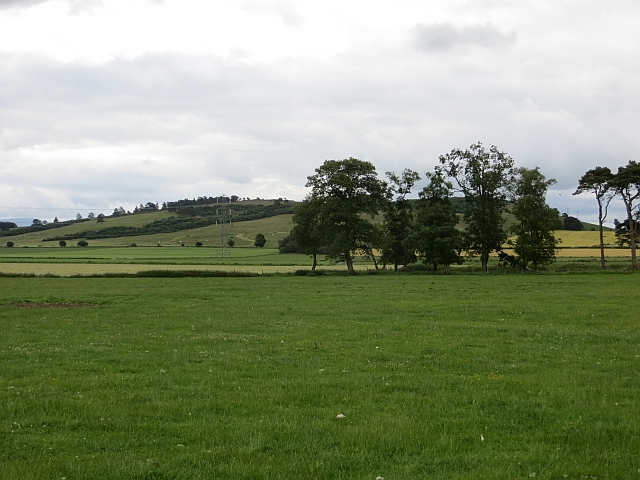
Vista de Tarn Wadling.

Tarn Wadling (anteriormente escrito Turnewathelane, Terne Wathelyne, entre otros) fue un lago entre Carlisle y Penrith, cerca del pueblo de High Hesketen Cumbria, Inglaterra. En la Edad Media, era famosa por su carpa, pero se agotó en el siglo XIX, y ahora no es más que una depresión. El nombre permanece hoy en día en un pequeño bosque gobernado por el Woodland Trust.
A lo largo de la Edad Media y en el folclore posterior se asoció con apariencias espectrales y funcionó como un lugar liminal entre el mundo regular y el país de las hadas; ocurre en tres poemas artúrios, todos los cuales involucran a Sir Gawain.

## Historia
El lago comenzó como un agujero de hervidor (un agujero formado por un bloque de hielo dejado por un glaciar en retirada). Varios sonidos (supuestamente el chasqueo de una campana) podrían haber sido causados por la emisión de metano. La aparición de una isla (informada en 1810) podría ser causada por un trozo de vegetación que subiera desde el fondo.
D. publicó una descripción geológica del tarn. Walker en 1964. Walker describió una "depresión", de unos 600 yardas de diámetro. Cuando el hielo glacial se retiró, salió del hueco, aunque en una etapa posterior, la " Glaciación de Avance Escocesa", cuando el hielo avanzó de nuevo a pocos kilómetros, era parte de un lago glacial mucho más grande, cuya superficie estaba a 440 pies (133 m) de elevación. El antiguo lago ahora está en su mayoría lleno de arena roja, con barro limoso en la parte superior. En el borde noroeste del antiguo lago hay un pequeño pantano llamado Crane Moss, por encima de lo que solía ser la costa.

### Edad Media
El lago fue uno de los dos lagos de Cumbria que aparecieron en el mapa de Gough, el mapa de carreteras más antiguo de Inglaterra. Es considerablemente más grande que Windermere, aunque ese lago es casi cuarenta veces más grande; esto se puede explicar, dice Kathleen Coyne Kelly, siguiendo el argumento de Daniel Birkholz en The King's Two Maps (2004), por el interés político que subyace al Mapa de Gough, que fue utilizado por Eduardo I de Inglaterra para confirmar sus reclamos a Gales y Escocia. Tarn Wadling es importante (más que el lago Windermere) porque está conectado con el rey Arturo, que supuestamente conquistó Escocia, y Eduardo I reclamó a Arturo como antepasado.[El mapa de Gough fue un modelo para muchos otros, incluido un mapa que se encuentra en un libro común del siglo XVI, que también señala a Tarn Wadling gráficamente, conParece que no hay representaciones del tarn en ningún mapa posterior hasta el siglo XIX. Los dos bosques actuales son los restos de un área boscosa mucho más grande que creció a orillas del lago.[También se menciona en el Domesday Book. Los bosques se van desde al menos hasta el siglo XVII, ya que todas las maderas de la zona están diseñadas como antiguos bosques seminaturales o bosques antiguos plantados. Los pinos escoceses de hoy en día pueden haber provenido de una línea de árboles que bordeaban el camino de los conducidos al lago, lo que se suma a su importancia histórica.
El lago era propiedad del Nunnery Armathwaite (fundado en 1089), y los agustinos de la diócesis de Carlisle tenían derechos de pesca sobre el lago.El alerón era "famado por su producción de la mejor carpa".[Como pesquería, su reputación documentada se remonta al menos al siglo XIII, cuando el anterior de Carlisle reclamó una diezmo en todos los peces del lago.[A principios del siglo XIV, John de Crumwell, guardián de los bosques al norte del río Trent, permitió que el obispo de Carlisle tomara cincuenta lucios del lago para poder reponer sus propios estanques. Las anguilas también pueden haber sido pescadas. Más tarde, el duque de Gloucester (más tarde Ricardo III de Inglaterra) alquiló el lago.

William Hutchinson, en su Historia del Condado de Cumberland de 1794, proporcionó una descripción del tarn. En ese momento cubría unos cien acres y pertenecía a un William Henry Milbourne, que también era dueño del castillo de Armathwaite. Hutchinson señaló la calidad de la carpa y dio una descripción del lago que,como F. H. M. Parker señaló en 1909, ya indicó que estaba en una ubicación precaria:
Este lago se encuentra en una situación notable, bordeando una decivity, que desciende hacia el río durante cerca de una milla, y se encuentra unos seiscientos pies perpendiculares por encima del nivel del Edén, capaz de ser drenado por un corte sobre un banco de tierra muy estrecho.
El área pantanosa era adecuada para el cultivo de arándanos,y allí se hicieron importantes hallazgos de escarabajos, incluidos los primeros Rufipes de Notiophilus en las islas británicas. También era un lugar de parada para las aves acuáticas. Algunos de estos detalles, la carpa, la aves acuática, también se encuentran en una descripción de 1802, citada por David E. Bynum:
Tarn-wadling extiende sus aguas en un común desnudo y estéril, a una milla al oeste del río Eden, en Armathwaite, por encima del cual se eleva 600 pies perpendicularmente. Cubre unos 100 acres y es muy frecuentado por aves silvestres: la carpa que produce es extremadamente fina.
En 1816 era propiedad de un Sr. Milbourne, según Daniel y Samuel Lysons, el señor de la mansión que era dueño del Castillo Hewen, situado "en una elevada eminencia cerca de este alerno" (y por lo tanto con potencial militar). Bynum cita una fuente de 1895, que señala que "se ha llenado y convertido en tierra de pastoreo, y en 1932 todavía se recordaba, aunque su ubicación exacta no estaba clara, la ubicación fue reportada incorrectamente por John Bartholomew en el Survey Gazeteer of the British Isles.
En la década de 1850, el conde de Lonsdale (posiblemente William Lowther, segundo conde de Lonsdale) drenaron el lago, posiblemente para tener un área para entrenar caballos de carreras,En 1907, Howard Maynadier lo describió como "un pantano sedoso donde se alimenta el ganado".[Se llenó de nuevo, en parte: la gente patinó en el hielo en 1939.[En la década de 1940 fue drenado de nuevo, por los prisioneros de guerra italianos,para crear tierras de cultivo. Ahora es solo un "slow dip en el suelo". Todavía queda un cobertizo para botes.

### Actualidad
Lo que ahora se llama Tarn Wadling es una pequeña zona boscosa en la antigua costa en la parte sur del tarn, con pino escocés de 120 años de antigüedad y abedul de más de 60 años. Es administrado por el Woodland Trust, que lo compró en 1997.
Tarn Wadling ocupa 0,55 hectáreas, y es un área rectangular ocupada por bosques en su mayoría maduros rodeados de tierras de cultivo; aislado de edificios y carreteras, tiene pocos visitantes. El área está rodeada principalmente por cercas, con los restos de muros de piedra seca en los límites del noroeste y noreste. 2/3 de ella está ocupada por pino escocés, plantado alrededor de 1880, y el abedul se ha movido alrededor de 1950-1960, especialmente en los bordes donde hay suficiente luz. En la parte sur hay un área, alrededor de 1/3 de la propiedad total, que se plantó en 1998, con pino escocés, roble, ceniza y cerezo.
El acceso para peatones y administradores de bosques es a través de una carretera no clasificada que corre hacia el este desde la A6, cerca de High Hesket, hacia Armathwaite. Hasta dos coches pueden aparcar en la entrada de la madera, que es un estilo de compresión, junto a una puerta de acceso para la gestión.

## Folclore
Se alegó que el lago tenía cualidades mágicas, y se llamó Laikibrait, "el lago que llora", en el siglo XIII por Gervase de Tilbury. Escribió sobre el alquitrán:
En Gran Bretaña hay un bosque, rico en muchos tipos de juegos, que mira hacia abajo en la ciudad de Carlisle. Aproximadamente en medio de este bosque hay un valle rodeado de colinas cerca de una carretera pública. En este valle, digo, todos los días a las siete de la mañana se escucha una campana de campanas que suena suavemente.
A lo largo de la Edad Media, el lago estuvo "ampliamente asociado... con apariciones espectrales".El 30 de agosto de 1810, una pequeña isla apareció en el lago y se hundió de nuevo en él después de varios meses, como Avalon.[Parker, escribiendo en 1909, conectó el lagoa un gigante que vivía cerca en el Castillo de Hewen, que está asociado con Sir Ewen Caesarius, supuestamente el asesino del peligroso jabalí del bosque de Inglewood.[Él, a su vez, está conectado a dos "Gant's Graves" en Penrith.
El folclore local contaba historias sobre el tarn todavía en la década de 1930. Escritor de Cumberland News, W. T. McIntire, vuelve a contar una serie de leyendas locales en 1931. Uno, desde antes de que se drenara el lago, era que había un pueblo o pueblo bajo el agua, cuyos habitantes estaban siendo castigados por maldad; una historia relacionada culpa a una bruja por la inmersión del pueblo. Según R. C. Cox, esa es la historia, puede haber atraído a Gervase del interés de Tilbury, y puede haber proporcionado el vínculo entre su "Lakibrait" y el pueblo sumergido cuyas campanas de la iglesia lamentan el destino de los aldeanos.

### Literatura artúrica
El lago aparece en tres poemas artúricos (generalmente mencionados como cerca del bosque de Inglewood, otro entorno artúrico) que involucran a Sir Gawain; según Thomas Hahn, su importancia es mucho mayor de lo que su tamaño podría justificar, a lo que también se alude como un escenario en The Wedding of Sir Gawain y Dame Ragnelle y The Greene Knight.
En el poema del siglo XV The Awntyrs off Arthure,el tarn es el escenario del fantasma de la madre de la reina Guinevere, que habla con Guinevere y Sir Gawainy los advierte sobre el orgullo. Ella menciona que está en el infierno ahora mismo (Jean E. Jost señala la similitud con la afirmación de Mefistófeles en el Doctor Fausto de Marlowe), habiendo caído bajo en el lago con Lucifer.[Andrew Murray Richmond vincula la aparición, un cuerpo podrido cubierto de sapos y serpientes, y anunciado por una llama deslizante, directamente con el tarn: "En efecto, la aparición aquí se convierte en una 'mujer de alquitrán': literalmente, está compuesta por los componentes físicos y estéticos del alquitrán: arcilla, serpientes, sapos, pod Para un público familiarizado con el entorno de un tarn, la asociación es clara. Estas características físicas, por supuesto, también llevan connotaciones de significado espiritual que evocan los pecados y los habitantes del Infierno".(Richmond se une al infierno, Jost se une al Purgatorio).
También ocurre en la balada infantil The Marriage of Sir Gawain, donde "Tearne Wadling" (líneas 32, 51)es el lugar donde el rey Arturo conoce al "Barón de Tearne Wadling" que lo amenaza;su hermana es la "señora leal" de la historia. Este barón emerge del castillo de Hewen(la casa de Owain mab Urien), que supuestamente fue construido en una colina al este del tarn y que, según Frederick John Snell, podría ser recordado en el nombre de "Baron Wood", una pequeña localidad cerca del río Eden, a una milla más o menos del antiguo tarn. En La avociéndose de Arturo, Arthur, Kay, Baldwin y Gawain juran cada uno un juramento; Gawain debe estar atento al tarn toda la noche.
Richmond, en una discusión de The Awntyrs off Arthure y Sir Isumbras argumenta que la función literaria del tarn (como otras masas de agua en el romance medieval tardía) refleja una creencia en la comprensión de lugares acuáticos como "encarnaciones explícitas alienígenas, pero íntimamente físicas del poder divino en el mundo natural".Mark Bruce y Katherine Terrell apuntan a la posición liminal del tarn, y citan a Ralph Hanna, quien señaló que el tarn "debe entenderse como un lugar con connotaciones espectrales o mágicas, posiblemente como un lugar donde sea posible la transferencia desde el Otro Mundo (ya sea el infierno o el Haería)".